# Géza Gulyás
Géza Gulyás (Budapest, 5 giugno 1931 – Székesfehérvár, 14 agosto 2014) è stato un calciatore ungherese, di ruolo portiere.